# The Good, the Bad & the Queen (album)
The Good, the Bad & the Queen is het debuutalbum van een naamloos project van Damon Albarn dat wel wordt aangeduid als The Good, the Bad & the Queen. Het album werd uitgebracht op 8 januari 2007 door het label Parlophone.

## Nummers
1. "History Song"
2. "80's Life"
3. "Northern Whale"
4. "Kingdom of Doom"
5. "Herculean"
6. "Behind the Sun"
7. "The Bunting Song"
8. "Nature Springs"
9. "A Soldier's Tale"
10. "Three Changes"
11. "Green Fields"
12. "The Good, the Bad & the Queen"